# Pevnost Gori
Pevnost Gori (gruzínsky გორის ციხე – Goris Cike) je středověká oválná citadela na vrcholu skalnatého kopce v centru města Gori v Gruzii, v blízkosti muzea J. V. Stalina.

## Historie
V záznamech se poprvé objevuje ve 13. století, ale archeologický průzkum ukázal, že k opevňování kopce docházelo již v posledním století před naším letopočtem. Tvrz kontrolovala hlavní strategické a ekonomické trasy a byla zde umístěna silná posádka. V 16. století získali pevnost na úkor vystrašeného Tbilisi Osmané. Ta pak měnila neustále nadvládu mezi Turky, Gruzíny a Peršany. Citadela získala dnešní podobu ve 30. letech 17. století za gruzínského krále Rostoma Chani (gruzínsky: როსტომ ხანი; 1565–1658) a později Heraclia II. (gruzínsky ერეკლე II – Erekle II; 1720–1798) v roce 1774. Po ruské anexi Gruzie v roce 1801 byla tvrz obsazena ruským praporem granátníků, pak ale její význam postupně klesal, až její obranný význam zanikl úplně. Pevnost nakonec byla vážně poškozena při zemětřesení v roce 1920.